# Olofströms IK
Der Olofströms IK ist ein 1970 gegründeter schwedischer Eishockeyklub aus Olofström. Die Mannschaft spielt in der viertklassigen Hockeytvåan.

## Geschichte
Der Olofströms IK wurde 1970 gegründet. Die Mannschaft nahm von 1996 bis 1999 an der damals noch zweitklassigen Division 1 teil. Seit der Saison 1999/2000 trat die Mannschaft regelmäßig in der mittlerweile drittklassigen Division 1 an, ist aber inzwischen in die viertklassige Hockeytvåan abgestiegen.

## Bekannte ehemalige Spieler
- Olivier Coqueux
- Jewgeni Dawydow
- Randy Edmonds
- Andrejs Ignatovičs
- Roger Jönsson
- Matija Pintarič
- Patrik Valčák